# Strážne
Strážne este o comună slovacă, aflată în districtul Trebišov din regiunea Košice. Localitatea se află la altitudinea de 99 m deasupra n.m., se întinde pe o suprafață de 16,71 km2 și în 2017 număra 594 de locuitori.

## Istoric
Localitatea Strážne este atestată documentar din 1310.

## Demografie
| An:                | 1994 | 2004   | 2014   | 2024   |
| ------------------ | ---- | ------ | ------ | ------ |
| Număr de persoane: | 716  | 686    | 625    | 566    |
| Diferență:         |      | −4,18% | −8,89% | −9,44% |

| An:                | 2023 | 2024   |
| ------------------ | ---- | ------ |
| Număr de persoane: | 585  | 566    |
| Diferență:         |      | −3,24% |